# 我的天劫女友
《我的天劫女友》，又名《我的双修道侣》，是连载于腾讯动漫的一部漫画，原作是樱前线动漫（刀瑞斯）。讲述的是出生于“华夏国”的大学保安马英雄与修真少女李沐子一起修仙的故事。漫画于2017年9月20日改编成动画。